# Campionato sudamericano femminile under 21 di pallavolo
Il campionato sudamericano femminile under 21 di pallavolo è una competizione pallavolistica per squadre nazionali sudamericane, organizzata con cadenza biennale dalla CSV, riservata a giocatrici con un'età inferiore di 21 anni.
Dal 1972 al 2020 la competizione è stata riservata a giocatrici con un'età inferiore di 20 anni.

## Edizioni
| Edizione                                                                   | Edizione      | Podio         | Podio         | Podio         |
| Anno                                                                       | Organizzatore | Campione      | Seconda       | Terza         |
| -------------------------------------------------------------------------- | ------------- | ------------- | ------------- | ------------- |
| Dal 1972 al 2020 la competizione è stata riservata alle nazionali under 20 |               |               |               |               |
| 1972 Dettagli                                                              | Brasile       | Brasile       | Perù          | Argentina     |
| 1974 Dettagli                                                              | Argentina     | Brasile       | Perù          | Argentina     |
| 1976 Dettagli                                                              | Bolivia       | Brasile       | Perù          | Argentina     |
| 1978 Dettagli                                                              | Brasile       | Brasile       | Perù          | Argentina     |
| 1980 Dettagli                                                              | Cile          | Perù          | Brasile       | Argentina     |
| 1982 Dettagli                                                              | Argentina     | Perù          | Brasile       | Argentina     |
| 1984 Dettagli                                                              | Perù          | Brasile       | Perù          | Colombia      |
| 1986 Dettagli                                                              | Brasile       | Perù          | Brasile       | Argentina     |
| 1988 Dettagli                                                              | Venezuela     | Perù          | Brasile       | Argentina     |
| 1990 Dettagli                                                              | Argentina     | Brasile       | Perù          | Argentina     |
| 1992 Dettagli                                                              | Bolivia       | Brasile       | Argentina     | Perù          |
| 1994 Dettagli                                                              | Colombia      | Brasile       | Argentina     | Perù          |
| 1996 Dettagli                                                              | Venezuela     | Brasile       | Argentina     | Perù          |
| 1998 Dettagli                                                              | Argentina     | Brasile       | Argentina     | Perù          |
| 2000 Dettagli                                                              | Colombia      | Brasile       | Argentina     | Venezuela     |
| 2002 Dettagli                                                              | Bolivia       | Brasile       | Venezuela     | Argentina     |
| 2004 Dettagli                                                              | Bolivia       | Brasile       | Argentina     | Venezuela     |
| 2006 Dettagli                                                              | Venezuela     | Brasile       | Argentina     | Venezuela     |
| 2008 Dettagli                                                              | Perù          | Brasile       | Venezuela     | Perù          |
| 2010 Dettagli                                                              | Colombia      | Brasile       | Perù          | Venezuela     |
| 2012 Dettagli                                                              | Perù          | Brasile       | Perù          | Colombia      |
| 2014 Dettagli                                                              | Colombia      | Brasile       | Perù          | Argentina     |
| 2016 Dettagli                                                              | Brasile       | Brasile       | Argentina     | Perù          |
| 2018 Dettagli                                                              | Perù          | Brasile       | Argentina     | Perù          |
| 2020                                                                       | -             | Non disputato | Non disputato | Non disputato |
| Dal 2022 la competizione è riservata alle nazionali under 21               |               |               |               |               |
| 2022 Dettagli                                                              | Perù          | Brasile       | Argentina     | Colombia      |
| 2024 Dettagli                                                              | Cile          | Brasile       | Argentina     | Cile          |

## Medagliere
| Pos. | Squadra   | 1º posto | 2º posto | 3º posto | Totale |
| ---- | --------- | -------- | -------- | -------- | ------ |
| 1    | Brasile   | 22       | 4        | -        | 26     |
| 2    | Perù      | 4        | 9        | 7        | 20     |
| 3    | Argentina | -        | 11       | 11       | 22     |
| 4    | Venezuela | -        | 2        | 4        | 6      |
| 5    | Colombia  | -        | -        | 3        | 3      |
| 6    | Cile      | -        | -        | 1        | 1      |